# Хараберюш, Валентин Антонович
Хараберюш Валентин Антонович (8 октября 1927, Старый Керменчик, Мариупольский округ — 16 августа 2003) — советский и украинский медик, хирург, бывший заведующий кафедрой госпитальной хирургии № 2 (теперь кафедра хирургии и эндоскопии) Донецкого национального медицинского университета им. М. Горького, доктор медицинских наук, профессор, заслуженный работник высшей школы Украины.

## Биография
Хараберюш Валентин Антонович — участник Великой Отечественной войны.
В 1952 г. закончил Донецкий медицинский университет.
После окончания ВУЗа работал ординатором III хирургического отделения Сталинской областной клинической больницы им. Калинина. В период с 1956 по 1967 годы работал ассистентом кафедры общей хирургии лечебного факультета Донецкого медицинского института.
В 1964 году защитил диссертацию на соискание ученой степени кандидата медицинских наук на тему: «„Артериальное кровоснабжение желудка и нижнего отдела пищевода при различных вариантах выключения магистральных сосудов“».
В 1967 году был избран по конкурсу доцентом кафедры общей хирургии. Большой личный опыт в диагностике и лечении рака желудка. В. А. Хараберюш обобщил в докторской диссертации «Восстановительные операции при гастроектомии», которую защитил в 1973 году.
В 1973 году он избран по конкурсу на должность профессора кафедры общей хирургии № 1.
С 1975 года В. А. Хараберюш заведует кафедрой госпитальной хирургии № 2 ДонМУ.
В 1976 году ему присвоено ученое звание профессора. В. А. Хараберюш прошел настоящую школу хирургии, работая под руководством известных в стране хирургов-профессоров: А. Чаругина, А. Н. Ганичкина. И. М. Матяшина, Л. Г. Завгороднего. Создав новую кафедру на базе хирургического отделения ГБ № 16, он сформировал 4 городских специализированных центра: проктологический, по борьбе с желудочно-кишечными кровотечениями, эндокринной хирургии, хирургии болезней вен нижних конечностей.

## Творчество
Хараберюш Валентин Антонович автор 395 научных работ, 3 монографий, 18 изобретений, 30 рационализаторских предложений.

## Награды
Награжден орденом «Отечественная война», «За мужество», медалями: «За Победу над Германией в Великой Отечественной войне 1941—1945 гг.», 9-ю юбилейными медалями.
За многолетнюю и плодотворную деятельность по подготовке будущих врачей, ему присвоено почетное звание «Заслуженный работник высшей школы Украины», академика Украинской академии наук национального прогресса. Награжден знаками: «Шахтерская слава», «Отличник Высшей школы», «Отличник здравоохранения».

## Интернет-ресурсы
- Хараберюш Валентин Антонович